# Steintor (Hamburg)

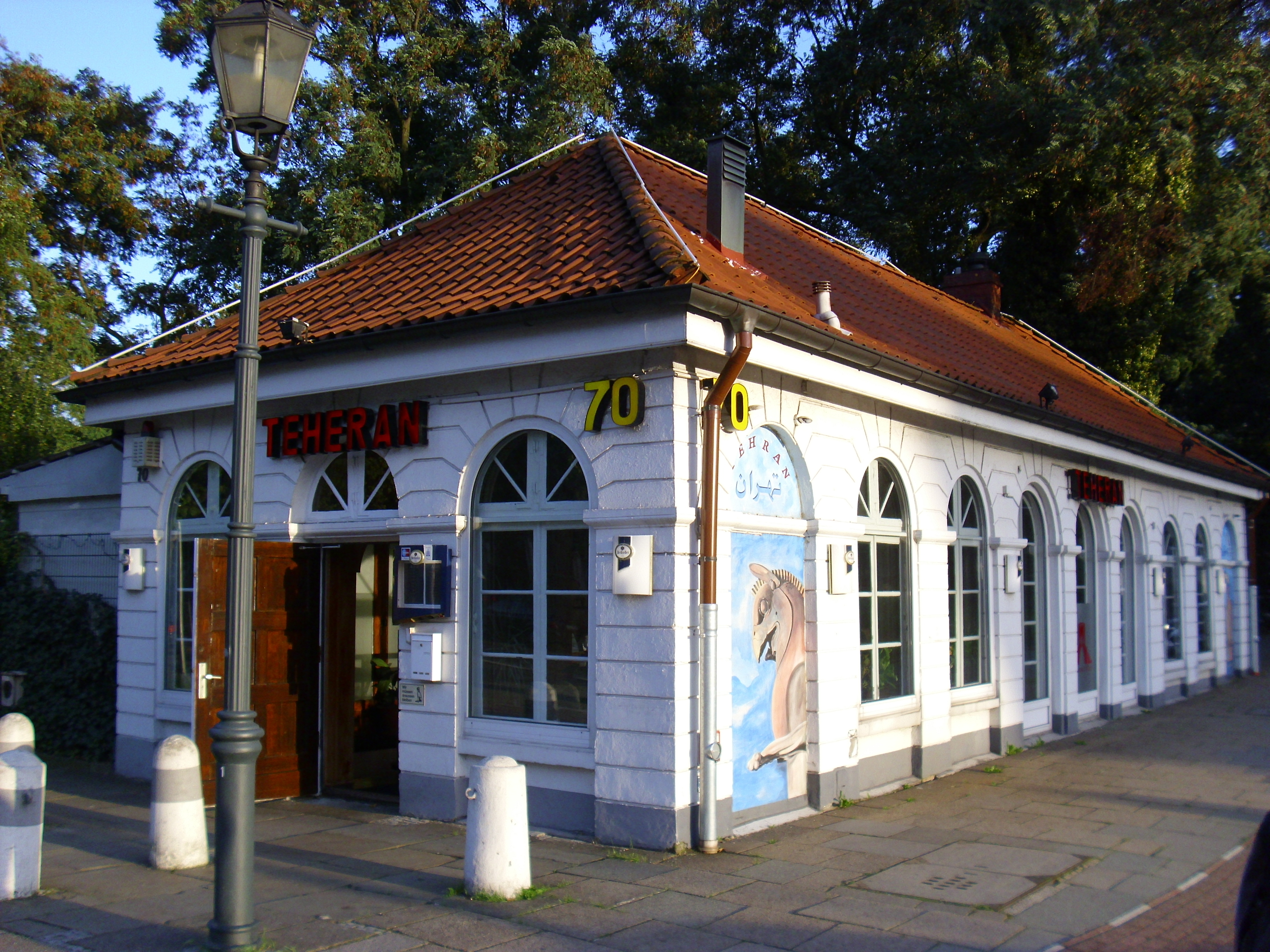
Das heute als Restaurant genutzte ehemalige Wachhaus aus dem Jahre 1818 ist das letzte bauliche Relikt des Steintores.

Das Steintor war ein ehemaliges Stadttor in der Hamburger Stadtbefestigung und das Haupttor in Richtung Osten. Hier begannen die Landstraßen in Richtung Lübeck (Hamburg-Lübecker Chaussee) und Berlin. Ursprünglich am Ende der Steinstraße gelegen, befand es sich zuletzt in der Nähe des heutigen Hamburger Hauptbahnhofes und gab hier mehreren Straßen und Plätzen ihren Namen.

## Geschichte

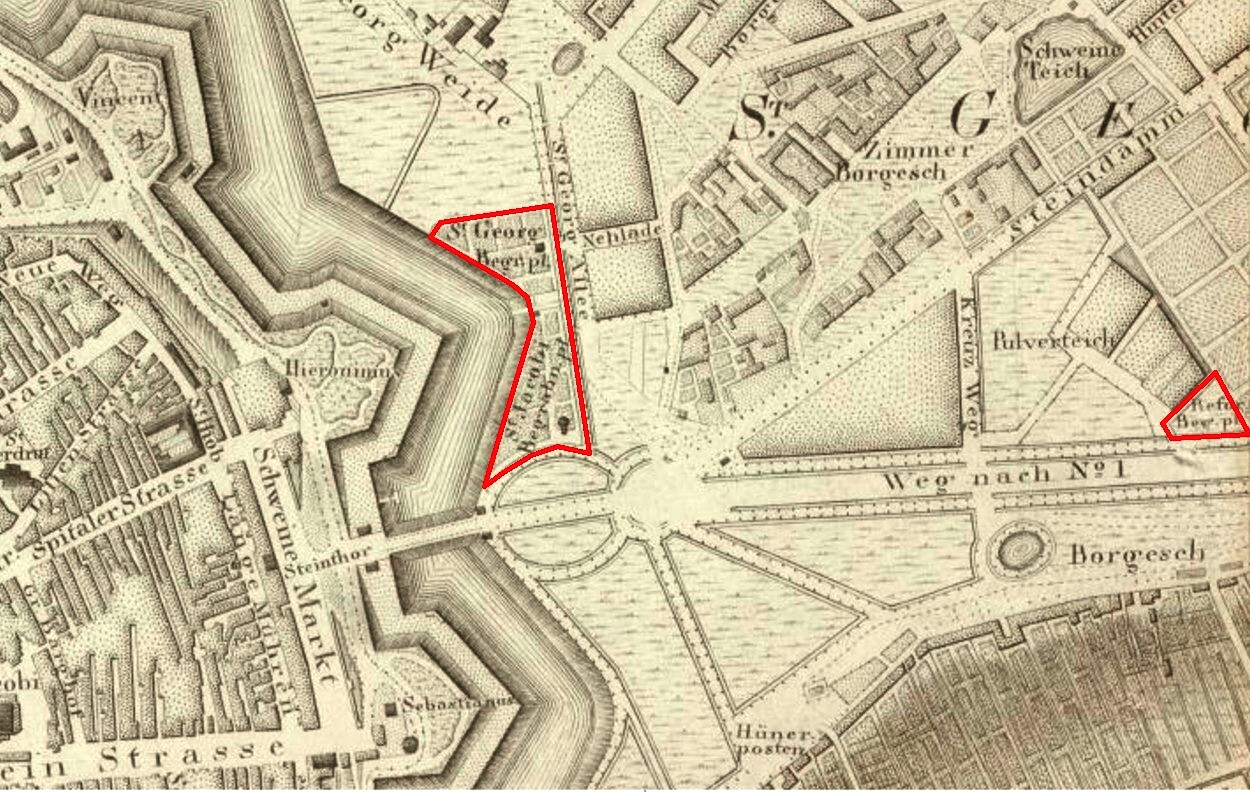
Der Plan von 1810 zeigt deutlich die „geknickte“ Straßenführung beim Steintor. Rot umrandet die damaligen Steintorfriedhöfe.

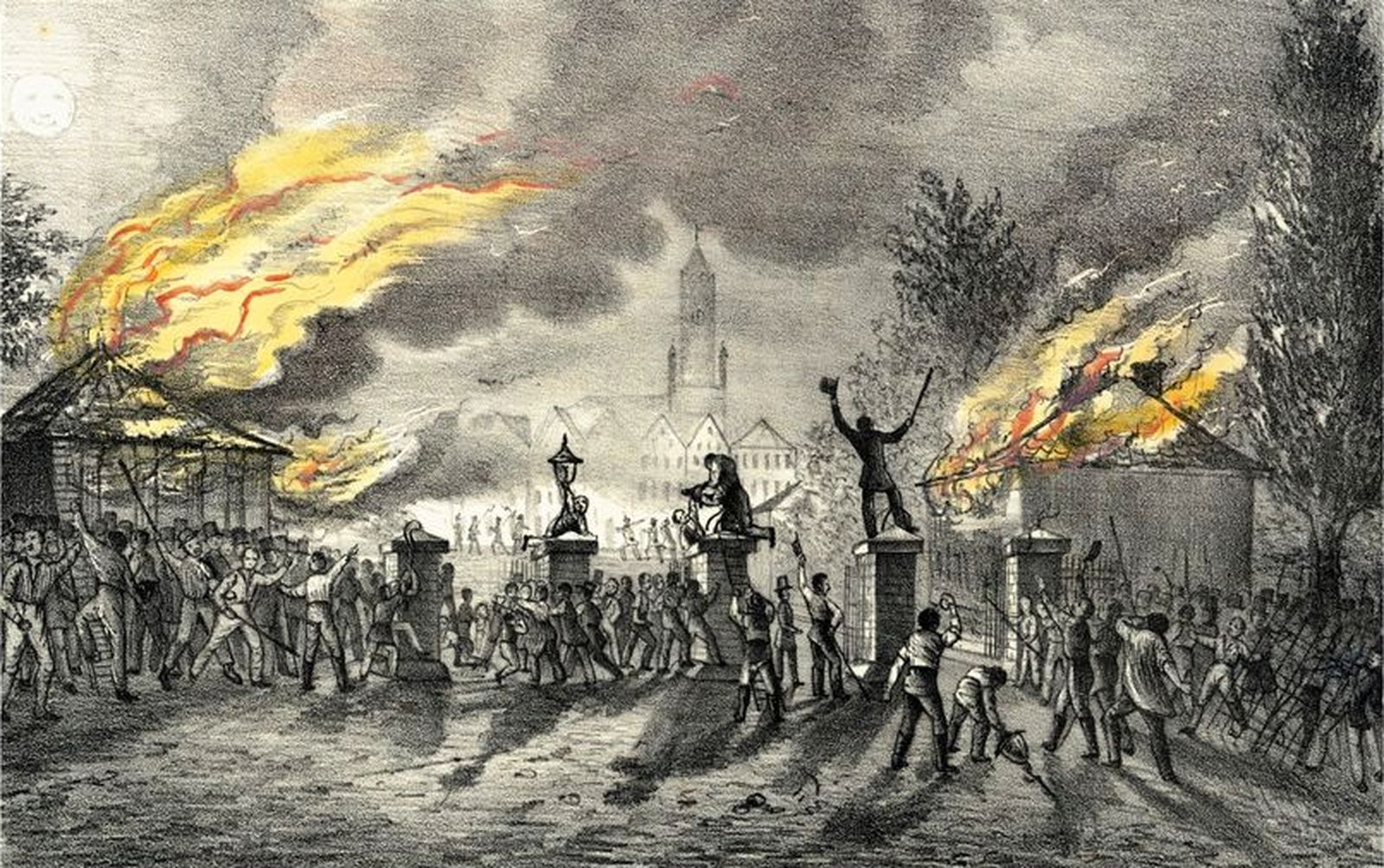
Proteste gegen die Torsperre am Steintor, Juni 1848

U-Bahnbau am Steintorplatz, 1910

Das Steintor gehörte bereits zur mittelalterlichen Stadtmauer aus dem 13. Jahrhundert und befand sich seinerzeit am Ostende der Steinstraße, der es auch seinen Namen verdankte. Mitte des 16. Jahrhunderts wurde es etwas weiter nach Osten versetzt, lag aber immer noch in der Flucht der Steinstraße.
Bei der Erweiterung der Hamburger Wallanlagen wurde es 1617 zugunsten einer Bastion geschlossen und rund 200 Meter weiter nördlich neu errichtet. Bis ins 19. Jahrhundert hinein endete die Steinstraße nunmehr blind am Stadtwall, während die von außen ankommende Landstraße ihrerseits beim (neuen) Steintor keine direkte Fortsetzung fand, sondern über den Schweinemarkt in die Spitalerstraße bzw. die Steinstraße umgeleitet wurde. Erst der Durchbruch der Mönckebergstraße 1910 ermöglichte an dieser Stelle wieder eine in gerader Linie durchgehende Straßenführung zur Stadtmitte.
Nachdem die Vorstadt St. Georg 1697 durch einen zusätzlichen Wall (das Neue Werk etwa im Verlauf des heutigen Lohmühlenparks) in die Festung einbezogen wurde, verlor das Steintor seine militärische Bedeutung, diente aber weiterhin als (Akzise-)Grenze zwischen Stadt und Landgebiet. Die Außentore der Festung waren jetzt das Lübecker und das Berliner Tor.
Gegen Ende des 18. Jahrhunderts wurden unmittelbar vor dem Tor die sogenannten Steintorfriedhöfe angelegt, um die überfüllten innerstädtischen Begräbnisplätze zu entlasten. Hundert Jahre später mussten sie dem Bau des Hamburger Hauptbahnhofes weichen.
Nach dem Ende der französischen Besetzung (1806–1814) wurden die militärisch obsolet gewordenen Wälle entfestigt und in Grünanlagen umgewandelt. Dabei wurden auch die alten, engen Tore durch neue, pfeilerbegrenzte Durchfahrten ersetzt, die bis zur Aufhebung der Torsperre 1860 auch weiterhin nach Einbruch der Dunkelheit verschlossen wurden. Die neuen Torbauten wurden – wie auch am Damm- und Millerntor – vom damaligen Baudirektor Carl Ludwig Wimmel im klassizistischen Stil entworfen. Ein Wachhaus aus jener Zeit ist auch vor dem Steintor erhalten und wird heute als Restaurant genutzt. 
Nach Aufhebung der Torsperre 1860 und der 1868 erfolgten Einbeziehung St. Georgs in das Stadtgebiet verlor das Steintor endgültig seine Funktion und wurde abgerissen.
Beim Bau des U-Bahn-Tunnels unter den Gleisen des 1906 eröffneten Hauptbahnhofes stieß man auf die Fundamente des (älteren) Steintores. 2.000 Kubikmeter Ziegelmauerwerk waren zu entfernen. Das Mauerwerk war so tief gegründet, dass es noch unter die Sohle des zu bauenden U-Bahn-Tunnels reichte. Außerdem fand man 13 m lange hölzerne Brückenjoche und einen Pfeiler aus gelben Klinkern für die Brücke vor dem Tor über den Stadtgraben.

## Darstellungen
Von den älteren Steintoren sind keine zeitgenössischen Ansichten überliefert. Die bekannten Darstellungen der Gebrüder Suhr oder von Cipriano Gaedechens stammen sämtlich aus dem 19. Jahrhundert, sind also nachträglich entstanden und zum Teil auch widersprüchlich. Sie zeigen das ältere Steintor (bei der Steinstraße) mit zwei dicken Türmen analog zum Lübecker Holstentor. Eine weitere Lithographie von Peter Suhr zeigt das Tor im Jahre 1700 als wesentlich schlankere Konstruktion ohne Türme, allerdings lässt die Anordnung der Kirchtürme im Hintergrund einen südlicheren Standort als beim heutigen Steintorplatz vermuten. Gaedechens wiederum stellte das Steintor noch im Jahre 1738 mit Türmen dar.

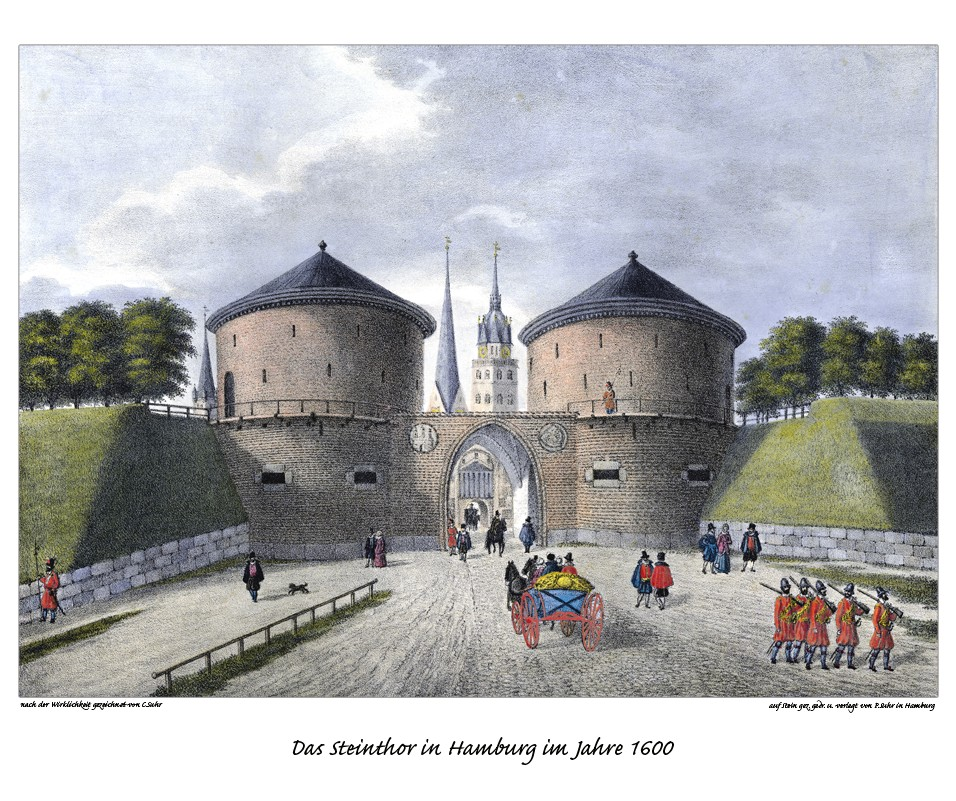
1. Steintor an der Steinstraße um 1600 (Illustration: Gebrüder Suhr, frühes 19. Jh.)
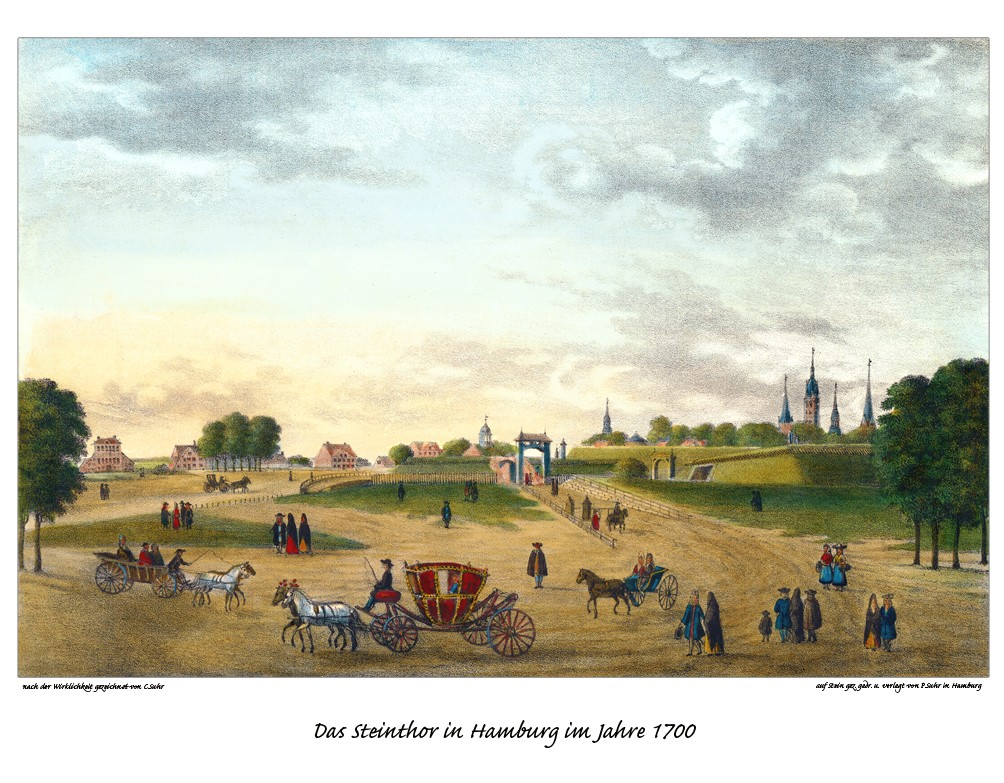
2. Steintor um 1700 ohne Türme (Illustration: Gebrüder Suhr, frühes 19. Jh.)
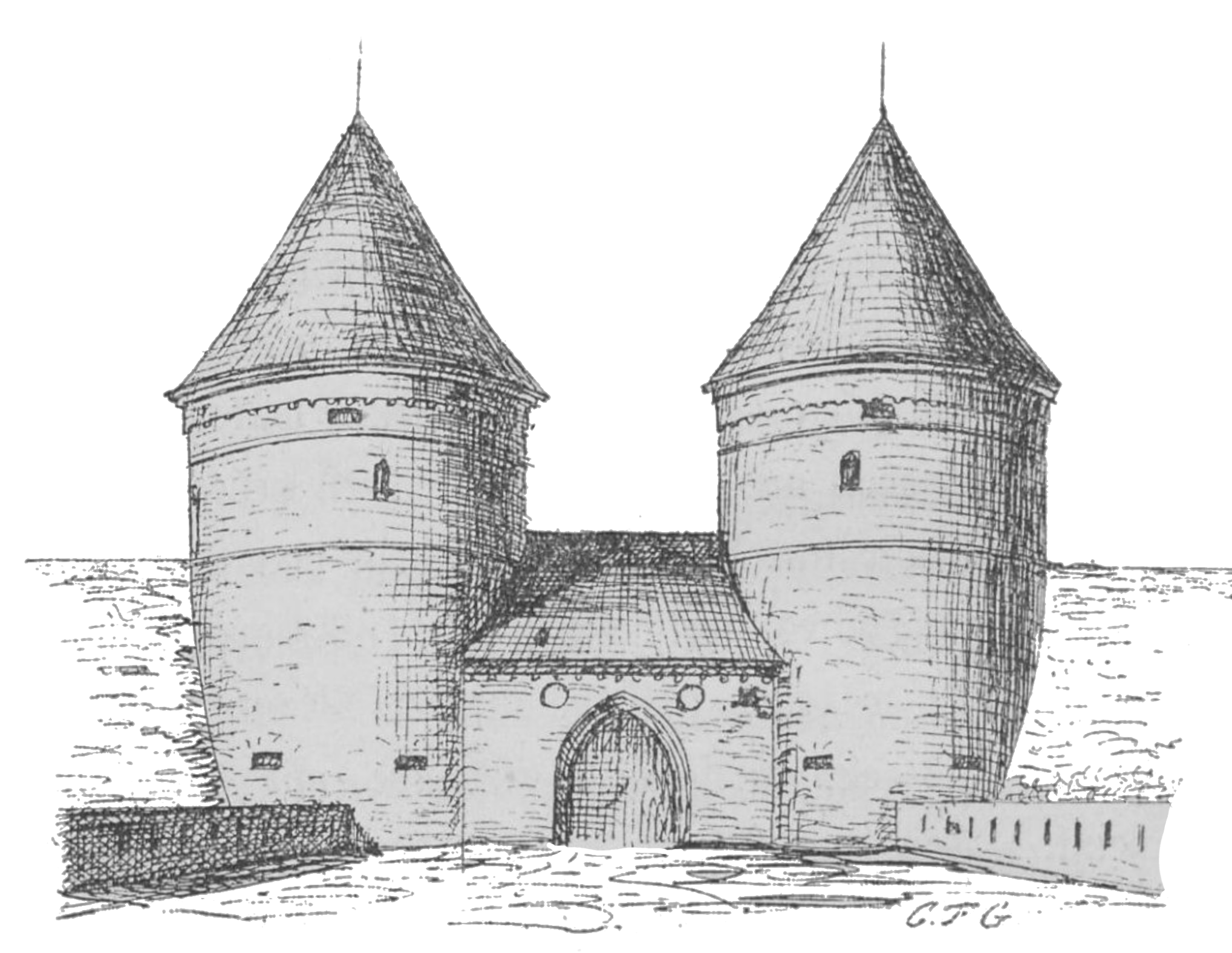
Gaedechens' Steintor von 1738, von außen …
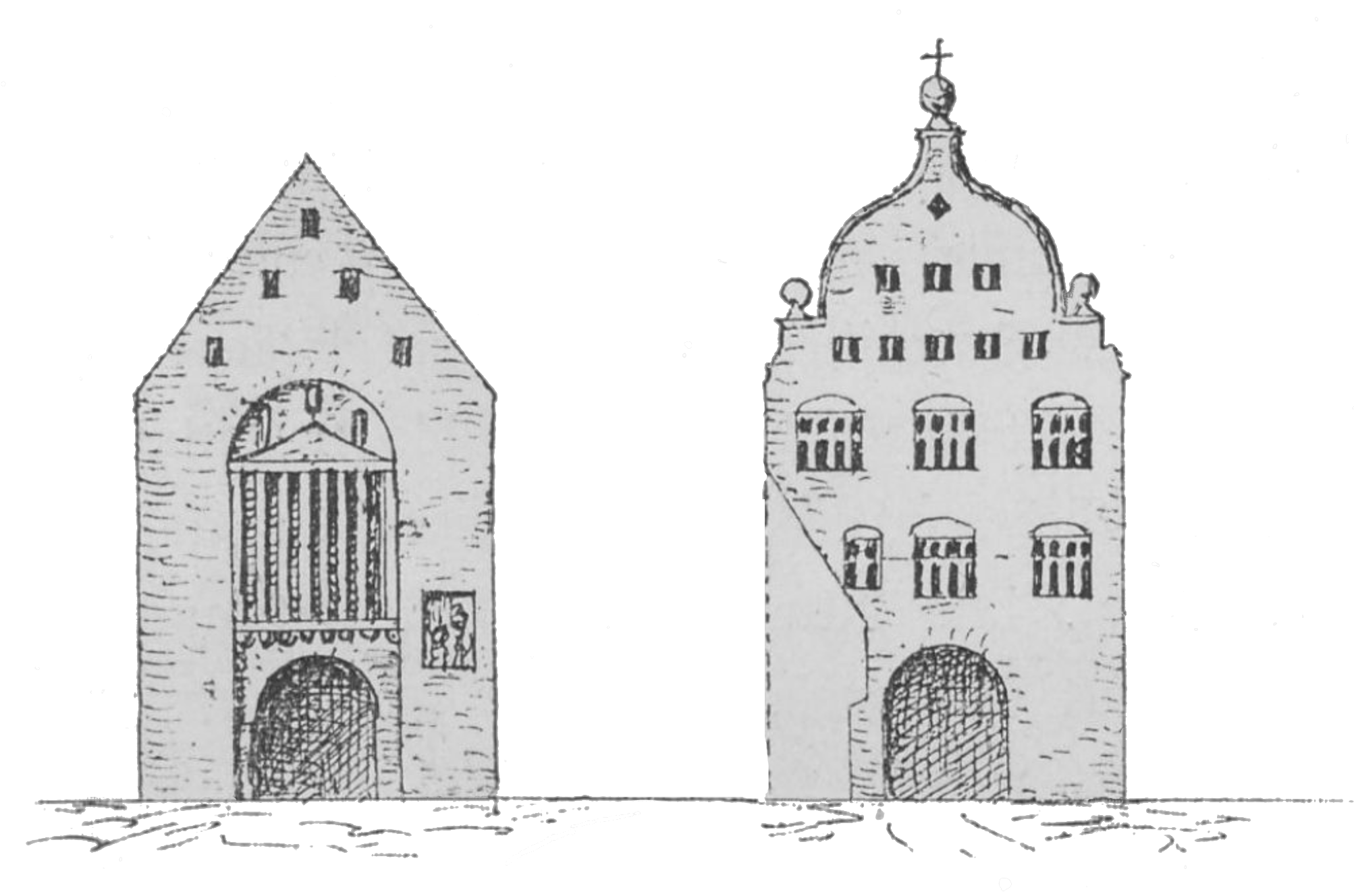
… und von der Innenseite her gesehen.
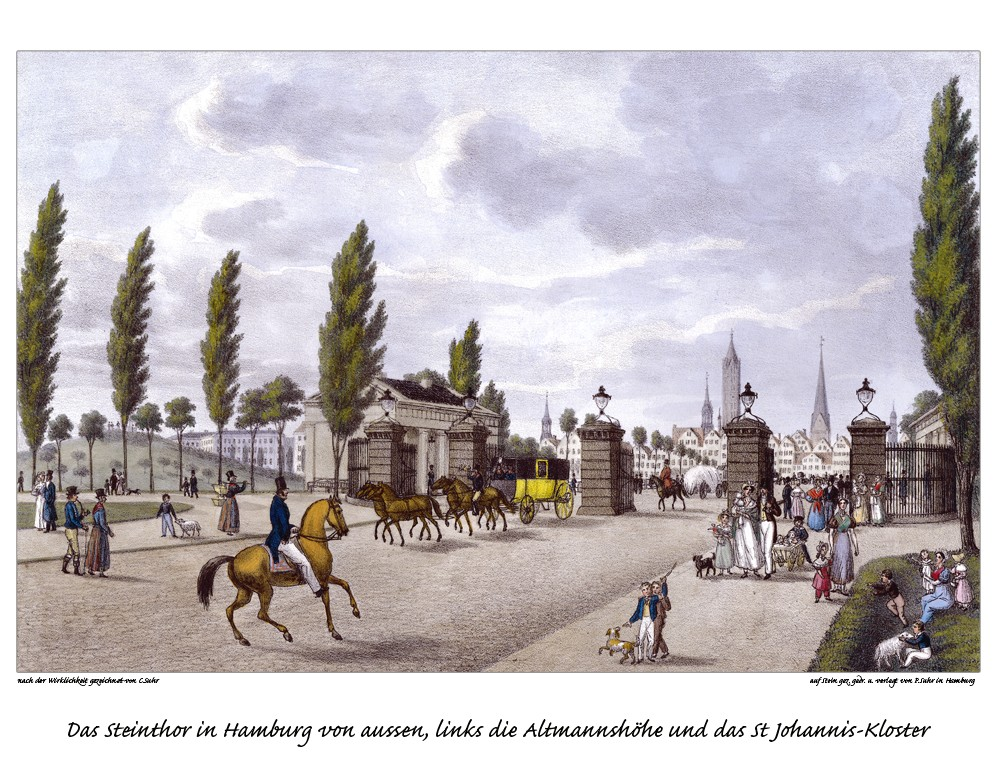
3. Steintor von außen, um 1840 (Gebr. Suhr)

## Steintorplatz und benachbarte Straßen

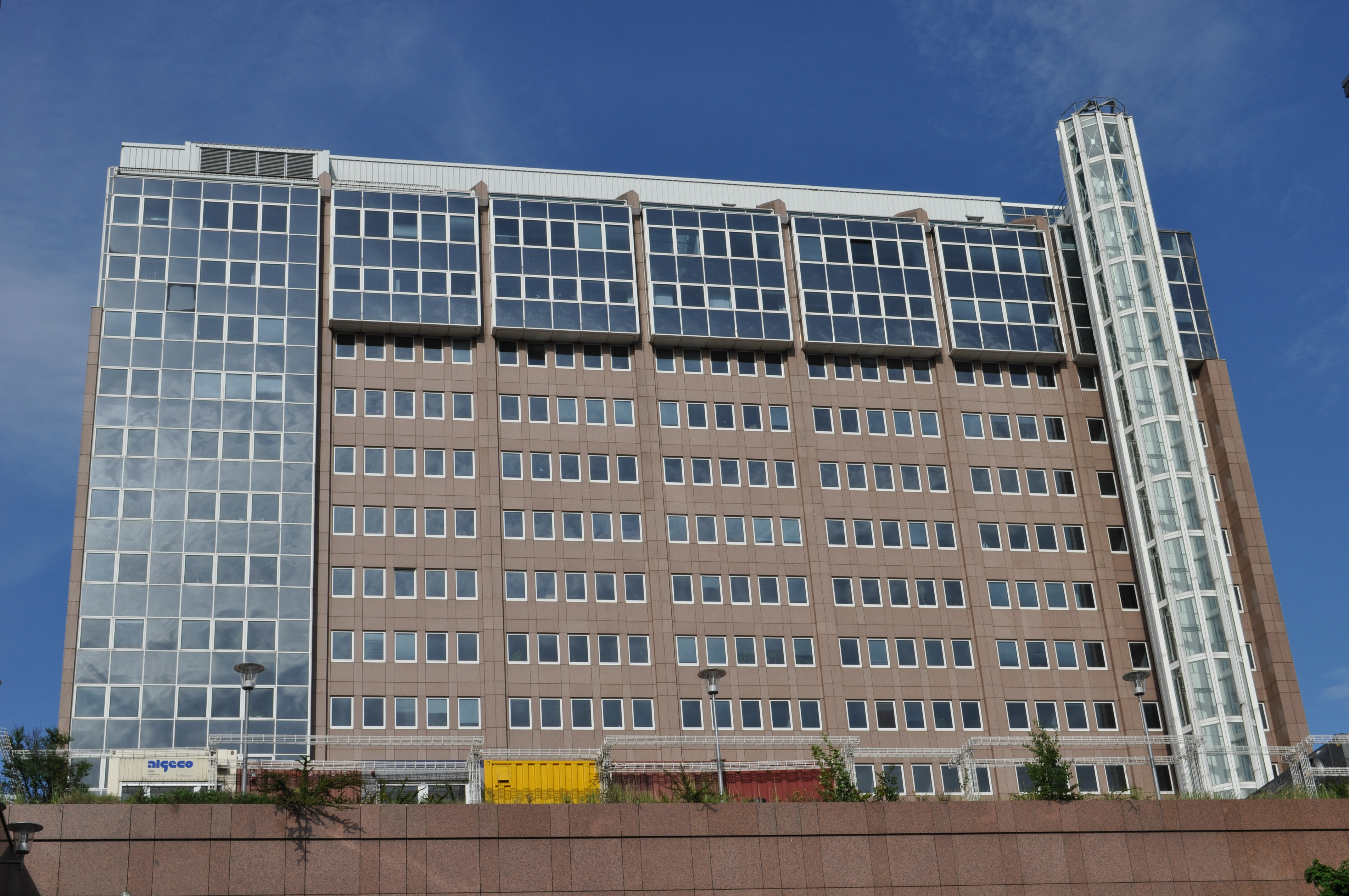
Das als „Neues Steintor“ bezeichnete Bürohochhaus hat keinen historischen Bezug zum Steintor, sondern befindet sich deutlich weiter außerhalb, fast schon am Berliner Tor.

Der Platz vor dem Steintor ist auch heute noch als Platz gestaltet und als Steintorplatz bezeichnet, wenn auch mit kleinerer Fläche als früher, da ein Großteil vom 1874 eröffneten Museum für Kunst und Gewerbe eingenommen wird. Dessen Gebäude begrenzt den Platz heute nach Süden, nach Osten von der spitzwinkligen Bebauung zwischen Adenauerallee und Steindamm und nach Norden vom Klockmannhaus. Nach wie vor übernimmt der Steintorplatz eine wichtige Verteilerfunktion im Hamburger Straßennetz. 
Bis zum Bau des Museums fand auf dem Platz vor dem Steintor alljährlich das Volksfest Waisengrün statt, mit dem seit 1633 um Spenden für das einstige Waisenhaus geworben wurde. Auch der Lämmermarkt wurde jeweils zu Pfingsten hier ausgetragen und 1874 vor das Lübecker Tor verlegt.
Der Steintordamm (mit Verlängerung in die Mönckebergstraße und seiner Überbrückung der Eisenbahngleise) übernimmt immer noch die Funktion einer Haupteinfahrt ins Stadtzentrum, vor allem für den öffentlichen Nahverkehr (oberirdisch Busse, unterirdisch U-Bahn). Der Steintorwall bezeichnet den einst an das Steintor angrenzenden Wallabschnitt und ist Teil des mehrspurig ausgebauten Rings 1, der die Innenstadt im Verlauf des einstigen Festungswalls umschließt. Unter dem Steintorwall verläuft seit 1966 der Wallringtunnel, daneben befindet sich unmittelbar am Hauptbahnhof der Tiefbunker Steintorwall aus dem Zweiten Weltkrieg. Auch der Steintorweg in St. Georg erinnert an das einstige Stadttor.